# Sidney (Nebraska)
Sidney je grad u američkoj saveznoj državi Nebraska. Prema popisu stanovništva iz 2010. u njemu je živjelo 6,757 stanovnika.